# США на летних Олимпийских играх 1960
На летних Олимпийских играх 1960 года США представляли 292 спортсмена (241 мужчина, 51 женщина). Они завоевали 34 золотых, 21 серебряных и 16 бронзовых медалей, что вывело сборную на 2-е место в неофициальном командном зачёте.

## Медалисты
| Медаль  | Спортсмен | Вид спорта            | Дисциплина                                   |
| ------- | --- | --------------------- | -------------------------------------------- |
| Золото  | Отис Дэвис | Лёгкая атлетика       | Мужчины, 400 м                               |
| Золото  | Ли Кэлхаун | Лёгкая атлетика       | Мужчины, 110 м с барьерами                   |
| Золото  | Гленн Дэвис | Лёгкая атлетика       | Мужчины, 400 м с барьерами                   |
| Золото  | Джей Йерман Эрл Янг Гленн Дэвис Отис Дэвис | Лёгкая атлетика       | Мужчины, эстафета 4×400 м                    |
| Золото  | Дональд Брэгг | Лёгкая атлетика       | Мужчины, прыжки с шестом                     |
| Золото  | Ральф Бостон | Лёгкая атлетика       | Мужчины, прыжки в длину                      |
| Золото  | Уильям Нидер | Лёгкая атлетика       | Мужчины, толкание ядра                       |
| Золото  | Альфред Ортер | Лёгкая атлетика       | Мужчины, метание диска                       |
| Золото  | Рэйфер Джонсон | Лёгкая атлетика       | Мужчины, десятиборье                         |
| Золото  | Вильма Рудольф | Лёгкая атлетика       | Женщины, 100 м                               |
| Золото  | Вильма Рудольф | Лёгкая атлетика       | Женщины, 200 м                               |
| Золото  | Марта Хадсон Люсинда Вильямс Барбара Джоунс Вильма Рудольф | Лёгкая атлетика       | Женщины, эстафета 4×100 м                    |
| Золото  | Артур Эро Теодор Нэш Джон Сейр Ричард Уэйлз | Академическая гребля  | Мужчины, четвёрки распашные без рулевого     |
| Золото  | Джей Арнетт Уолт Беллами Боб Бузер Терри Дишингер Даррелл Имхофф Аллен Келли Лестер Лейн Джерри Лукас Оскар Робертсон Адриан Смит Джерри Уэст Бёрдетт Халдорсон | Баскетбол             | Мужчины                                      |
| Золото  | Уилберт Макклюр | Бокс                  | Мужчины, до 71 кг                            |
| Золото  | Эдвард Крук | Бокс                  | Мужчины, до 75 кг                            |
| Золото  | Кассиус Клей | Бокс                  | Мужчины, до 81 кг                            |
| Золото  | Терренс Маккэнн | Борьба                | Мужчины, вольная борьба, до 57 кг            |
| Золото  | Шелби Уилсон | Борьба                | Мужчины, вольная борьба, до 67 кг            |
| Золото  | Дуглас Блюбау | Борьба                | Мужчины, вольная борьба, до 73 кг            |
| Золото  | Джордж О’Дэй Джеймс Хант Дэвид Смит | Парусный спорт        | Класс «5.5 mR»                               |
| Золото  | Уильям Малликен | Плавание              | Мужчины, 200 м брассом                       |
| Золото  | Майкл Трой | Плавание              | Мужчины, 200 м баттерфляем                   |
| Золото  | Джордж Харрисон Ричард Блик Майкл Трой Джеффри Фаррелл | Плавание              | Мужчины, эстафета 4×200 м вольным стилем     |
| Золото  | Франк Маккинни Пол Хэйт Лэнс Ларсон Джеффри Фаррелл | Плавание              | Мужчины, эстафета 4×100 м комбинированная    |
| Золото  | Кристина вон Салца | Плавание              | Женщины, 400 м вольным стилем                |
| Золото  | Линн Берк | Плавание              | Женщины, 100 м на спине                      |
| Золото  | Кэролин Шулер | Плавание              | Женщины, 100 м баттерфляем                   |
| Золото  | Джоан Спиллэйн Ширли Стобс Кэролин Вуд Кристина вон Салца | Плавание              | Женщины, эстафета 4×100 м вольным стилем     |
| Золото  | Линн Берк Патрисия Кемпнер Кэролин Шулер Кристина вон Салца | Плавание              | Женщины, эстафета 4×100 м комбинированная    |
| Золото  | Гэри Тобиан | Прыжки в воду         | Мужчины, трамплин 3 м                        |
| Золото  | Боб Уэбстер | Прыжки в воду         | Мужчины, вышка 10 м                          |
| Золото  | Уильям Макмиллан | Стрельба              | Мужчины, скорострельный пистолет 25 м        |
| Золото  | Чарльз Винчи | Тяжёлая атлетика      | Мужчины, до 56 кг                            |
| Серебро | Дэвид Сайм | Лёгкая атлетика       | Мужчины, 100 м                               |
| Серебро | Лестер Карни | Лёгкая атлетика       | Мужчины, 100 м                               |
| Серебро | Уильям Мэй | Лёгкая атлетика       | Мужчины, 110 м с барьерами                   |
| Серебро | Клифтон Кашмэн | Лёгкая атлетика       | Мужчины, 400 м с барьерами                   |
| Серебро | Рональд Моррис | Лёгкая атлетика       | Мужчины, прыжки с шестом                     |
| Серебро | Ирвин Роберсон | Лёгкая атлетика       | Мужчины, прыжки в длину                      |
| Серебро | Уильям О’Брайен | Лёгкая атлетика       | Мужчины, толкание ядра                       |
| Серебро | Ричард Бабка | Лёгкая атлетика       | Мужчины, метание диска                       |
| Серебро | Фрэнсис Чэпот Вильям Стейнкраус Джордж Моррис | Конный спорт          | Конкур, командное первенство                 |
| Серебро | Лэнс Ларсон | Плавание              | Мужчины, 100 м вольным стилем                |
| Серебро | Франк Маккинни | Плавание              | Мужчины, 100 м на спине                      |
| Серебро | Кристина вон Салца | Плавание              | Женщины, 100 м вольным стилем                |
| Серебро | Сэмюэл Холл | Прыжки в воду         | Мужчины, трамплин 3 м                        |
| Серебро | Гэри Тобиан | Прыжки в воду         | Мужчины, вышка 10 м                          |
| Серебро | Пола Поуп | Прыжки в воду         | Женщины, трамплин 3 м                        |
| Серебро | Пола Поуп | Прыжки в воду         | Женщины, вышка 10 м                          |
| Серебро | Джим Хилл | Стрельба              | Мужчины, малокалиберная винтовка, лёжа, 50 м |
| Серебро | Айзек Берджер | Тяжёлая атлетика      | Мужчины, до 60 кг                            |
| Серебро | Тамио Коно | Тяжёлая атлетика      | Мужчины, до 75 кг                            |
| Серебро | Джим Джордж | Тяжёлая атлетика      | Мужчины, до 82,5 кг                          |
| Серебро | Джеймс Брэдфорд | Тяжёлая атлетика      | Мужчины, свыше 90 кг                         |
| Бронза  | Хайес Джоунс | Лёгкая атлетика       | Мужчины, 110 м с барьерами                   |
| Бронза  | Ричард Ховард | Лёгкая атлетика       | Мужчины, 400 м с барьерами                   |
| Бронза  | Джон Томас | Лёгкая атлетика       | Мужчины, прыжки в высоту                     |
| Бронза  | Даллас Лонг | Лёгкая атлетика       | Мужчины, толкание ядра                       |
| Бронза  | Ричард Кохрэн | Лёгкая атлетика       | Мужчины, метание диска                       |
| Бронза  | Эрлен Браун | Лёгкая атлетика       | Женщины, толкание ядра                       |
| Бронза  | Ричард Дрегер Конн Финдли Кент Митчелл | Академическая гребля  | Мужчины, двойки распашные с рулевым          |
| Бронза  | Куинси Дэниэлс | Бокс                  | Мужчины, до 63,5 кг                          |
| Бронза  | Уильям Паркс Роберт Галперин | Парусный спорт        | Класс «Звёздный»                             |
| Бронза  | Джордж Брин | Плавание              | Мужчины, 1500 м вольным стилем               |
| Бронза  | Роберт Беннетт | Плавание              | Мужчины, 100 м на спине                      |
| Бронза  | Дэвид Джилландерс | Плавание              | Мужчины, 200 м баттерфляем                   |
| Бронза  | Роберт Бек | Современное пятиборье | Мужчины, личное первенство                   |
| Бронза  | Роберт Бек Джек Дэниелс Джордж Ламберт | Современное пятиборье | Мужчины, командное первенство                |
| Бронза  | Норберт Шемански | Тяжёлая атлетика      | Мужчины, свыше 90 кг                         |
| Бронза  | Альберт Аксельрод | Фехтование            | Мужчины, рапира, личное первенство           |

## Результаты соревнований

### Академическая гребля
В следующий раунд из каждого заезда проходили несколько лучших экипажей (в зависимости от дисциплины). В финал A выходили 6 сильнейших экипажей.
Мужчины
| Соревнование | Спортсмены               | Предварительный заезд | Предварительный заезд | Предварительный заезд | Отборочный заезд | Отборочный заезд | Отборочный заезд | Полуфинал     | Полуфинал     | Полуфинал     | Финал   | Финал |
| Соревнование | Спортсмены               | Заезд                 | Время                 | Место                 | Заезд            | Время            | Место            | Заезд         | Время         | Место         | Время   | Место |
| ------------ | ------------------------ | --------------------- | --------------------- | --------------------- | ---------------- | ---------------- | ---------------- | ------------- | ------------- | ------------- | ------- | ----- |
| одиночки     | Гарри Паркер             | 1                     | 7:26,88               | 3                     | 2                | 7:29,86          | 1 Q              | не проводился | не проводился | не проводился | 7:29,26 | 5     |
| двойки       | Тед Фрост Роберт Роджерс | 3                     | 7:07,75               | 2                     | 3                | 7:14,16          | 1 Q              | 2             | 7:31,11       | 3 Q           | 7:17,08 | 5     |